# Bataille de Ndora
Crise burundaise
Batailles
- Murwi
- Ndora
- Bujumbura

La bataille de Ndora se déroule le 10 juillet 2015 lors de la crise politique burundaise de 2015 et oppose l'armée burundaise à un groupe rebelle.

## Déroulement
Le matin du 10 juillet 2015, des habitants de la commune de Kabarore, dans la province de Kayanza, repèrent un groupe de 300 à 400 combattants armés, vêtus d'uniformes militaires. L'armée est alertée et les premiers affrontements éclatent peu après, vers 6 heures du matin, avec des soldats venus des camps de Kayanza et Ngozi. Inférieurs en nombre au début des combats, les militaires attendent ensuite des renforts, puis repartent à l'offensive. Les combats se déplacent ensuite vers la forêt de Kibira,. 
Le 11 juillet, le gouverneur de la province de Kayanza, Canisius Ndayimanisha, affirme qu'au moins 12 rebelles ont été tués dans le secteur de Rugazi et que le groupe armé, fort de 500 hommes, s'est replié sur la forêt de Kibira. Les combats s'achèvent près de Ndora.
Les combats durent trois jours, ils se poursuivent jusqu'au 12 juillet et s'étendent à la province de Cibitoke,. Les États-Unis et la Belgique condamnent rapidement ces violences et appellent à la fin des combats. 

## Bilan humain
Le 14 juillet, le colonel Gaspard Baratuza, porte-parole de l'armée burundaise, déclare que 31 rebelles ont été tués et 170 faits prisonniers, six soldats blessés, un civil tué et un autre blessé. 80 fusils de tous types, des mortier 60, des mitrailleuses et des lance-roquettes sont saisis. 80 prisonniers sont montrés à la presse, selon RFI : « Ils sont là, par terre, dans leurs habits de tous les jours. Ils sont plus ou moins 80, sales, pieds nus, mourant presque de faim et de soif sous l’œil vigilant de dizaines de soldats et de policiers burundais ». Surveillés par leurs gardiens, certains captifs déclarent qu'ils ont été formés pendant deux semaines dans la forêt de Nyungwe au Rwanda.
Le 10 juillet, le porte-parole du Comité pour le rétablissement de la concorde nationale, un groupe de militaires soutenant le général Godefroid Niyombare, affirme que l'armée burundaise s'est attaquée à leurs hommes. Il affirme alors que trois soldats ont été tués contre aucune perte dans leur camp. Le général Léonard Ngendakumana, bras droit de Niyombare, confirme cette revendication et affirme que les combattants ne venaient pas du Rwanda.